# Gobiodon fulvus
Gobiodon fulvus là một loài cá biển thuộc chi Gobiodon trong họ Cá bống trắng. Loài này được mô tả lần đầu tiên vào năm 1927.

## Từ nguyên
Tính từ định danh fulvus trong tiếng Latinh có nghĩa là “có màu vàng nâu/nâu nhạt”, hàm ý đề cập đến màu sắc của loài cá này khi mẫu vật được ngâm trong alcohol.

## Phân bố và môi trường sống
G. fulvus hiện chỉ được ghi nhận chắc chắn tại khu vực Tây Thái Bình Dương, bao gồm Philippines, đảo Đài Loan và Nam Nhật Bản, còn ghi nhận tại Singapore có lẽ là loài khác. G. fulvus sống cộng sinh với san hô cứng như Acropora.
San hô Acropora đang phải chịu tác động nghiêm trọng từ quá trình acid hóa đại dương và hiện tượng dao động phương Nam, khiến các rạn san hô bị tẩy trắng do ảnh hưởng nghiêm trọng từ sự kiện dao động phương Nam, cũng như acid hóa đại dương. Cá bống Gobiodon không thể sống trên những rạn san hô bị tẩy trắng hoặc phủ đầy tảo, do đó G. fulvus được xếp vào nhóm Loài sắp nguy cấp theo Sách đỏ IUCN.

## Mô tả
Chiều dài lớn nhất được ghi nhận ở G. fulvus là 1,2 cm.